# Bellanca Airbus / Aircruiser
Los Bellanca Aircruiser y Airbus fueron aviones comerciales monomotores construidos por la firma Bellanca Aircraft Corporation de New Castle (Delaware). El avión fue construido como una "bestia de carga", destinado a ser usado como avión de pasajeros o de carga. Estaba disponible con tren de aterrizaje convencional, flotadores o esquíes, estaba y propulsado por motores Wright Cyclone o Pratt and Whitney Hornet. Los Airbus y Aircruiser sirvieron como transportes comerciales y militares.

## Diseño y desarrollo
En un principio, el diseño del que más tarde sería el Airbus partió en 1928 de un encargo realizado por el as italiano de la Primera Guerra Mundial Caesare Sabelli, por un avión que pudiera volar sin escalas desde Nueva York a Roma. Giuseppe Bellanca ideó el Model K, que nunca realizó ese trayecto, ya que tras su despegue y un vuelo de tan solo veinte minutos, se produjo un fallo en su planta motriz, por lo que tuvo que regresar; no se realizó ningún otro intento con este modelo; sin embargo, el diseño sobrevivió.
El primer Bellanca Airbus fue construido en 1930 como P-100. Este eficiente diseño era capaz de transportar de 12 a 14 pasajeros, dependiendo de la configuración interior de la cabina, llegando las versiones posteriores hasta 15. En 1931, el piloto de pruebas George Haldeman voló el P-100 a una distancia de 7081,1 km en un tiempo de vuelo de 35 horas. Aunque eficiente, con unos costes por milla de ocho céntimos de dólar calculados para aquel vuelo, el primer Airbus no se vendió debido a su motor refrigerado por líquido, dados los evidentes problemas de fiabilidad debidos al sobrecalentamiento y a las fugas de refrigerante. El siguiente modelo, el P-200 Airbus, estaba equipado con un motor mayor y más fiable, refrigerado por aire. Una versión (P-200-A) se equipó con flotadores y operó en 1934 con la New York and Suburban Airlines en servicio de ferry volando entre Wall Street y el East River. Otras versiones incluyeron un modelo P-200 Deluxe, con interiores personalizados y acomodo para nueve pasajeros. El P-300 fue diseñado para llevar 15 pasajeros. El modelo final, el Aircruiser, fue el avión más eficiente en su época, y se clasificaría alto entre todos los diseños de aviones. Con un motor radial sobrealimentado refrigerado por aire de 715 hp, el Aircruiser podía llevar una carga útil mayor que su peso descargado. A mitad de los años 30, el Aircruiser podía transportar 1814,4 kg de carga útil a una velocidad de entre 233,4 y 249,4 km/h, unas prestaciones que los trimotores Fokker y Ford Trimotor no podían llegar a igualar. Sin embargo, los cambios normativos en los Estados Unidos a mediados de la década de 1930 eliminaron virtualmente la operación de aviones monomotores para los servicios de transporte de pasajeros. Por lo tanto, las ventas restantes del Aircruiser se concentraron en Canadá, donde la conversión de flotadores y esquíes era popular debido a la gran cantidad de lagos y asentamientos aislados. Varios de los "The Flying Ws", como se le denominaba comúnmente en Canadá, se utilizaron en las operaciones mineras del norte, transportando minerales raros (como el concentrado de uranio), suministros y pasajeros ocasionales, hasta la década de 1970.
Debido a la crisis económica originada por la Gran Depresión de 1929, la demanda por parte del mercado civil era escasa; sin embargo, Bellanca consiguió un pedido de catorce unidades para el USAAC. Los cuatro primeros, designados Y1C-27, estaban propulsados por un motor Pratt & Whitney R-1860 Hornet de 550 hp, y fueron seguidos por los diez restantes C-27A con el mismo modelo de motor, pero de 650 hp. A partir de la conversión del segundo C-27A, instalando un motor Wright R-1820 17 Cyclone de 675 hp (C-27-B), se ordenó que las últimas ocho unidades fueran propulsados por el mismo modelo de motor, esta vez de 750 hp, siendo designados C-27C.
Muchas aerolíneas, entre ellas las canadienses Central Northern Airways, Mackenzie Air Service y Canadian Pacific Air Lines, usaron los desarrollos más tardíos, que estaban provistos de una estructura reforzada; estos modelos fueron los designados Bellanca Aircruiser Model 66-70, 66-75 y 66-76 de 13 plazas. Estas últimas versiones, que se empezaron a entregar a partir de 1935, podían acomodar más carga útil (hasta 1824 kg), al estar propulsados por un más potente Wright Cyclone de 850 hp.

## Variantes

### Airbus
P-100 Airbus
Versión de 14 plazas propulsado con un motor Curtiss Conqueror de 447 kW (600 hp), uno construido, convertido más tarde en el P-200.
P-200 Airbus
Versión de 12 plazas, nueve construidos y uno convertido a partir del P-100.
P-300 Airbus
Versión de 15 asientos equipado con un motor Wright Cyclone.
Y1C-27
Designación del USAAC dada a cuatro P-200 Airbus equipados con el motor Pratt & Whitney R-1860 Hornet B de 429 kW (575 hp). Todos convertidos más tarde en C-27C.
C-27A Airbus
Versión de producción del Y1C-27, equipada con el motor Pratt & Whitney R-1860 Hornet B de 485 kW (650 hp), diez construidos. Uno convertido a C-27B y el resto convertidos a C-27C.
C-27B Airbus
Un C-27A remotorizado con un R-1820-17 de 675 hp.
C-27C Airbus
Cuatro Y1C-27 y nueve C-27A remotorizados con un R-1820-25 de 750 hp.

### Aircruiser
Aircruiser 66-67
Variante desarrollada a partir de un P-200 con estructura mejorada y modificada; motor SR-1820 Cyclone.
Aircruiser 66-70
Versión con motor SGR-1820 Cyclone de 710 hp; cinco construidos (exportados a Canadá).
Aircruiser 66-75
Versión con motor Wright Cyclone de 730 hp, tres construidos.
Aircruiser 66-76
Versión de carga del Aircruiser con un Wright Cyclone de 760 hp.
Aircruiser 66-80
Versión con motor Wright Cyclone de 850 hp.

## Operadores
Canadá
- Canadian Pacific Airlines (Aircruiser)
- Central Northern Airways (Aircruiser)
- Mackenzie Air Service (Aircruiser)

 Estados Unidos
- New York and Suburban Airlines (Airbus)
- Cuerpo Aéreo del Ejército de los Estados Unidos (Airbus)

 Filipinas
 México

## Supervivientes

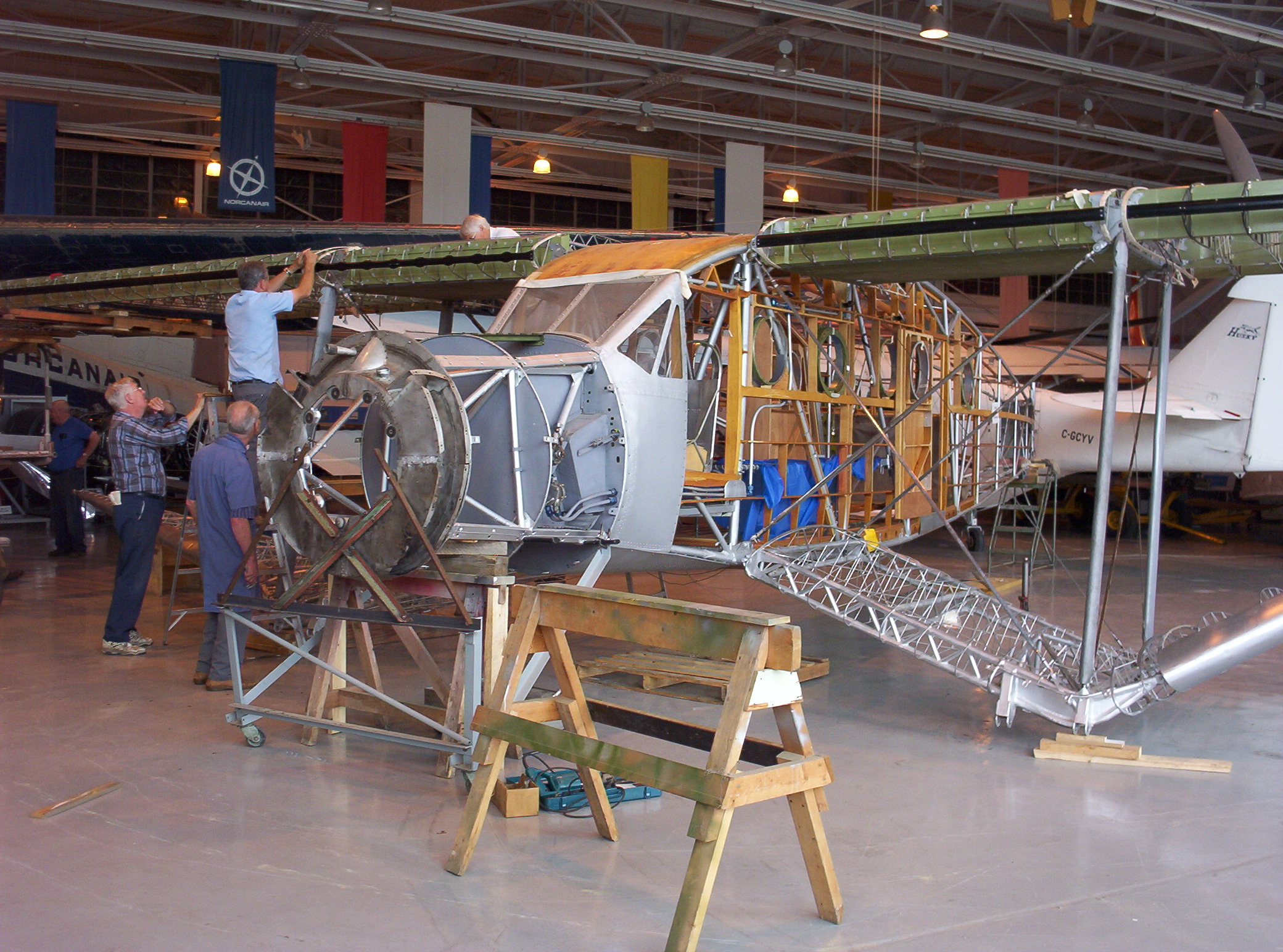
Bellanca Aircruiser en restauración en el Western Canada Aviation Museum, Winnipeg, 2006.

- El último Aircruiser en estado de vuelo, CF-BTW, un modelo de 1938, tras servir en Manitoba, se encuentra actualmente en exhibición en la Erickson Aircraft Collection, en Madras (Oregón).
- Otro Bellanca Aircruiser, CF-AWR, llamado Eldorado Radium Silver Express, construido en 1935, está siendo restaurado en el Western Canada Aviation Museum, Winnipeg.

## Especificaciones (66-70 Aircruiser)

### Características generales
- Tripulación: Uno (piloto)
- Capacidad: 16 pasajeros
- Longitud: 13,2 m (43,3 ft)
- Envergadura: 19,8 m (65 ft)
- Altura: 3,5 m (11,5 ft)
- Superficie alar: 48,3 m² (519,9 ft²)
- Peso vacío: 2754 kg (6069,8 lb)
- Peso cargado: 4536 kg (9997,3 lb)
- Peso útil: 2209 kg (4868,6 lb)
- Planta motriz: 1× motor radial de 9 cilindros sobrealimentado y refrigerado por aire Wright R-1820 Cyclone 9.
  - Potencia: 530 kW (731 HP; 721 CV)

### Rendimiento
- Velocidad máxima operativa (Vno): 266 km/h (165 MPH; 144 kt)
- Velocidad crucero (Vc): 249,4 km/h (155 MPH; 135 kt)
- Velocidad de entrada en pérdida (Vs): 93,3 km/h (58 MPH; 50 kt)
- Alcance: 1130 km (610 nmi; 702 mi)
- Techo de vuelo: 6700 m (21 982 ft)

## Aeronaves relacionadas

### Secuencias de designación
- Secuencia Numérica (interna de Bellanca): ← 31-42 - 31-50 - 31-55 - 66-70 - 66-75 - 77-140 - 77-320 →
- Secuencia C-_ (Aviones de Carga del USAAC/USAAF/USAF, 1924-1962): ← C-24 - C-25 - C-26 - C-27 - C-28 - C-29 - C-30 →